# Слатино (община Дебърца)
Вижте пояснителната страница за други значения на Слатино.
Слатино (на македонска литературна норма: Слатино) е село в община Дебърца на Северна Македония.

## География
Селото е в Горна Дебърца, част от котловината Дебърца между Илинската планина от изток и Славей планина от запад. Разположено е в красива дълбока долина на Слатинската река, обърната на запад и лесно достъпна. Коритото на реката в селото е регулирано.

## История

### В Османската империя
Най-старото писмено сведение за жителите на селото е Обширният преброителен дефтер на Охридския санджак от 1582 година, в който Слатино има 327 жители, всички християни.
В XIX век Слатино е българско село в нахия Дебърца на Охридската каза на Османската империя. В селото има две възрожденски църкви – в Горната махала „Света Богородица“ и в Долната махала – „Света Неделя“, строени през XIX век.
В „Етнография на вилаетите Адрианопол, Монастир и Салоника“, издадена в Константинопол в 1878 година и отразяваща статистиката на населението от 1873 година, Слатино (Slatino) е посочено като село със 160 домакинства с 490 жители българи.
Според Васил Кънчов в 90-те години Слатино има 120 къщи. Според статистиката му („Македония. Етнография и статистика“) от 1900 година Слатино е населявано от 960 жители, всички българи християни.
На Етнографската карта на Битолския вилает на Картографския институт в София от 1901 година Слатино е чисто българско село в Охридската каза на Битолския санджак със 135 къщи.
В началото на XX век цялото население на селото е под върховенството на Българската екзархия. По данни на секретаря на екзархията Димитър Мишев („La Macédoine et sa Population Chrétienne“) в 1905 година в Слатино има 1040 българи екзархисти и в селото фунционира българско училище.
При избухването на Балканската война в 1912 година 14 души от Слатино са доброволци в Македоно-одринското опълчение.

### В Сърбия, Югославия и Северна Македония
127 слатинци взимат участие в комунистическата съпротива през Втората световна война, от които 7 загиват и 9 са ранени. В селото има голям паметник.
В 1953 година Слатино има 1016 жители, което регистрираният максимум на населението. Оттогава броят на населението непрекъснато намалява, като още от XIX век населението се препитава с работа на гурбет. Печалбарите предимно тръгват през пролетта за Влашко, Сърбия и България и се връщат през есента. Най-голямата мигрантска вълна е от 1909 до 1912 година, когато е открит презокеанският път за Канада и Аржентина. Тогава от селото заминават 70 слатинци. Втората голяма мигрантска вълна е от 1960 до 1970 година. Към началото на XXI век в Австралия има над 120 слатински семейства. Повечето от тях работят в железарските заводи в Грийнвил и Порт Кембла.
На 26 май 2002 година митрополит Тимотей Дебърско-Кичевски осветява манастира „Свети Йоан Кръстител“. Фреските са изработени от Драган Ристески от Охрид.
Според преброяването от 2002 година селото има 161 жители.
| Националност | Всичко |
| македонци    | 160    |
| албанци      | 0      |
| турци        | 0      |
| роми         | 0      |
| власи        | 0      |
| сърби        | 0      |
| бошняци      | 0      |
| други        | 1      |

## Личности
Родени в Слатино
- Ангеле Слатински, свещеник и революционер[1]
- Антим Поповски (1900 – 1987), духовник от Социалистическа република Македония
- Блаже Илов Томев, български революционер от ВМОРО[10]
- Бранко Цветкоски (р. 1954), писател от Северна Македония
- Видан Угринов, български революционер от ВМОРО[11]
- Георги Попангелов (? – 1913), български революционер
- Гюрчин Петров (1875 – 1909), български революционер
- Димо Врангалов, български революционер от ВМОРО[12]
- Коте Црънко, арестуван през октомври 1903 година, обвинен в „даване на убежище на българските разбойници“, осъден на 5 години каторга, заточен в Диарбекир, амнистиран с общата амнистия от 12 април 1904 година[13]
- Марко Иванов Марков, български революционер от ВМОРО[14]
- Мицко Танасков, български революционер, четник на Стефан Алабаков в 1915 година, възможно е да е от Слатина, Поречко[15]
- Наум Марко, арестуван през октомври 1903 година, обвинен в „даване на убежище на българските разбойници“, осъден на 5 години каторга, заточен в Диарбекир, амнистиран с общата амнистия от 12 април 1904 година[16]
- Никола Аврамов (1880 – 1939), български революционер
- Петре Цветан, арестуван през октомври 1903 година, обвинен в „даване на убежище на българските разбойници“, осъден на 5 години каторга, заточен в Диарбекир, амнистиран с общата амнистия от 12 април 1904 година[16]
- Рафаил Йован, арестуван през октомври 1903 година, обвинен в „даване на убежище на българските разбойници“, осъден на 5 години каторга, заточен в Диарбекир, амнистиран с общата амнистия от 12 април 1904 година[13]
- Русе Марков, български революционер от ВМОРО[14]
- Силян Кузманов Кръстев, български революционер от ВМОРО[17]
- Стефан Блажев Кръстев, български революционер от ВМОРО[17]
- Стоян Сърбин, арестуван през октомври 1903 година, обвинен в „даване на убежище на българските разбойници“, осъден на 5 години каторга, заточен в Диарбекир, амнистиран с общата амнистия от 12 април 1904 година[18]
- Темелко Петре, арестуван през октомври 1903 година, обвинен в „даване на убежище на българските разбойници“, осъден на 5 години каторга, заточен в Диарбекир, амнистиран с общата амнистия от 12 април 1904 година[13]
- Томе Стоянов Томев, български революционер от ВМОРО[10]
- Трайче Дамян, арестуван през октомври 1903 година, обвинен в „даване на убежище на българските разбойници“, осъден на 5 години каторга, заточен в Диарбекир, амнистиран с общата амнистия от 12 април 1904 година[16]
- Траян Бавтировски (1932 – 2012), преводач от Република Македония
- Цветан Андре, арестуван през октомври 1903 година, обвинен в „даване на убежище на българските разбойници“, осъден на 5 години каторга, заточен в Диарбекир, амнистиран с общата амнистия от 12 април 1904 година[13]
- Цветан Стрезо, арестуван през септември 1903 година, обвинен в „присъединяване към българските разбойници“, осъден на 10 години каторга, заточен в Диарбекир, амнистиран с общата амнистия от 12 април 1904 година[19]
- Цветко Неделков (1873 – ?), български революционер

Починали в Слатино
- Панде Гошев (? – 1904), български революционер, войвода на ВМОРО
- Славчо Йолев, български революционер, войвода на слатинската чета през април 1906 година[20]